# District de Fraubrunnen
Le district de Fraubrunnen est l’un des 26 districts du canton de Berne en Suisse. La commune de Fraubrunnen est le chef-lieu du district. Sa superficie est de 124 km² et compte 27 communes :
- CH-3303 Ballmoos
- CH-3256 Bangerten
- CH-3315 Bätterkinden
- CH-3313 Büren zum Hof
- CH-3053 Deisswil bei Münchenbuchsee
- CH-3953 Diemerswil
- CH-3306 Etzelkofen
- CH-3312 Fraubrunnen
- CH-3308 Grafenried
- CH-3305 Iffwil
- CH-3303 Jegenstorf
- CH-3317 Limpach
- CH-3322 Mattstetten
- CH-3302 Moosseedorf
- CH-3317 Mülchi
- CH-3053 Münchenbuchsee
- CH-3303 Münchringen
- CH-3251 Ruppoldsried
- CH-3314 Schalunen
- CH-3305 Scheunen
- CH-3322 Urtenen-Schönbühl
- CH-3427 Utzenstorf
- CH-3053 Wiggiswil
- CH-3428 Wiler bei Utzenstorf
- CH-3309 Zauggenried
- CH-4564 Zielebach
- CH-3303 Zuzwil